# Бригады «Аль-Кудс»
Бригады «Аль-Кудс» (араб.  سرايا القدس‎ — Сара́я ал-Ку́дс; «бригады Иерусалима»; сокращённо БАК) — военное крыло исламистской террористической организации Палестинский исламский джихад (ПИД), которая является второй самой крупной группировкой в секторе Газа после ХАМАС. Лидером БАК является Зияд ан-Нахала, базирующийся в столице Сирии, в Дамаске. До этого главой БАК был Баха Абу аль-Ата, пока он не был убит в ноябре 2019 года.
Палестинский исламский джихад, являющийся головной организацией БАК, занимается созданием исламского государства и расселением палестинцев на территории, которую она считает своей законной родиной, в пределах географических границ Палестины, находившейся под британским мандатом до 1948 года. Однако он отказывается участвовать в политических процессах или переговорах об обмене израильскими и палестинскими поселениями. В основном ПИД финансируется Ираном и Сирией.

## История
Бригады «Аль-Кудс» были основаны в 1981 году Фатхи Шкаки и Шейхом Аудой в секторе Газа. Они участвовали в конфликтах на Западном берегу реки Иордан и в секторе Газа, в основном в городе Дженин. 23 января 1995 года Соединённые Штаты внесли Ауду в список «террористов особого назначения», а 26 октября 1995 года Шкаки был убит на Мальте.
Группа предприняла многочисленные нападения на израильских мирных жителей, включая взрывы террористов-смертников. В конце концов она стала целью Армии обороны Израиля (ЦАХАЛ), в результате которых группировка понесла серьёзные потери и к 2004 году оказалась значительно ослабленной.
1 марта 2006 года командир «Аль-Кудс» Абу аль-Валид ад-Дахдух был убит израильским авиаударом в городе Газа, когда он проезжал мимо палестинского министерства финансов. Руководитель банка Хусам Джарадат был застрелен 30 августа 2006 года агентами ЦАХАЛа под прикрытием в Дженине.
В секторе Газа «Бригады Аль-Кудс» продолжали свою боевую деятельность, в том числе беспорядочные обстрелы ракетами «Аль-Кудс» по гражданским районам Израиля. Бригады «Аль-Кудс» активно пропагандируют военное уничтожение Израиля, включая неизбирательные ракетные и минометные обстрелы и взрывы террористов-смертников.
В марте 2014 года Палестинский исламский джихад и другие исламистские группировки выпустили более 100 ракет по югу Израиля. 14 марта Рамадан Шалах, тогдашний лидер ПИД, объявил, что нападение было скоординировано с ХАМАС.
Баха Абу аль-Ата, глава «Аль-Кудс» в секторе Газа, был убит 12 ноября 2019 года в результате спецопрации в городе Газа; предположительно после того, как отдал приказ о запуске ракет по Израилю. В то же время сирийские СМИ сообщили, что другой высокопоставленный командир ПИД, Акрам аль-Аджури, выжил после авиаудара в Дамаске, но его сын и дочь погибли. На следующий день БАК в ответ выпустила более 220 ракет по южному и центральному Израилю, а на следующий день ЦАХАЛ нанёс удары по нескольким позициям бригад в секторе Газа. В результате были убиты 38-летний полевой командир БАК Халед Моавад Фарадж и 32-летняя Алаа Аштьяву. Позже в тот же день ещё трое членов БАК были убиты в результате авиаудара ВВС Израиля при попытке запустить ракеты по Израилю. Прекращение огня было согласовано на 14 ноября, к этому времени БАК выпустила более 400 ракет по Израилю и в общей сложности 36 палестинцев были убиты, включая 25 членов ПИД или других группировок в секторе Газа. На этот раз ХАМАС не предпринял никаких усилий, чтобы поддержать или помочь ПИД.
Джихад Шакер аль-Ганнам (секретарь военного совета бригад «Аль-Кудс»), Халил Салах аль-Бахтини (командующий северным регионом) и Тарик Мохаммед Эззедин (один из руководителей военных действий) были убиты в результате израильского авиаудара в мае 2023 года.